# Avenue de la Paix
Die Avenue de la Paix, deutsch Allee des Friedens, ist eine Strasse im Norden der Stadt Genf in der Schweiz. Sie zweigt am Place Albert Thomas, in unmittelbarer Nähe zum Ufer des Genfersees, von der Rue de Lausanne ab und beschreibt zunächst in westlicher, dann in nördlicher Richtung verlaufend einen Bogen. Kurz hinter dem Palais des Nations geht die rund 1,2 Kilometer lange Strasse in die Rue de Pregny über. In ihrem Verlauf passiert sie den Place des Nations, einen Platz, an dem sich mehrere Bürogebäude internationaler Organisationen befinden.
In der Avenue de la Paix haben eine Reihe von international bekannten politischen, humanitären, kulturellen und akademischen Einrichtungen ihren Sitz. Hierzu zählen unter anderem die europäische Zentrale der Vereinten Nationen (United Nations Office at Geneva, UNOG) im Palais des Nations, das Internationale Komitee vom Roten Kreuz (IKRK), die Weltorganisation für Meteorologie (WMO), das Genfer Zentrum für Sicherheitspolitik, das Genfer Internationale Zentrum für humanitäre Minenräumung, das Internationale Rotkreuz- und Rothalbmondmuseum, das vom Genfer Kunstmäzen Gustave Revilliod begründete Schweizer Porzellan- und Glasmuseum (Musée Ariana), die Genfer Hotelfachschule École Hôtelière de Genève (EHG) und das Global Humanitarian Forum in der Villa Rigot.

## Bilder

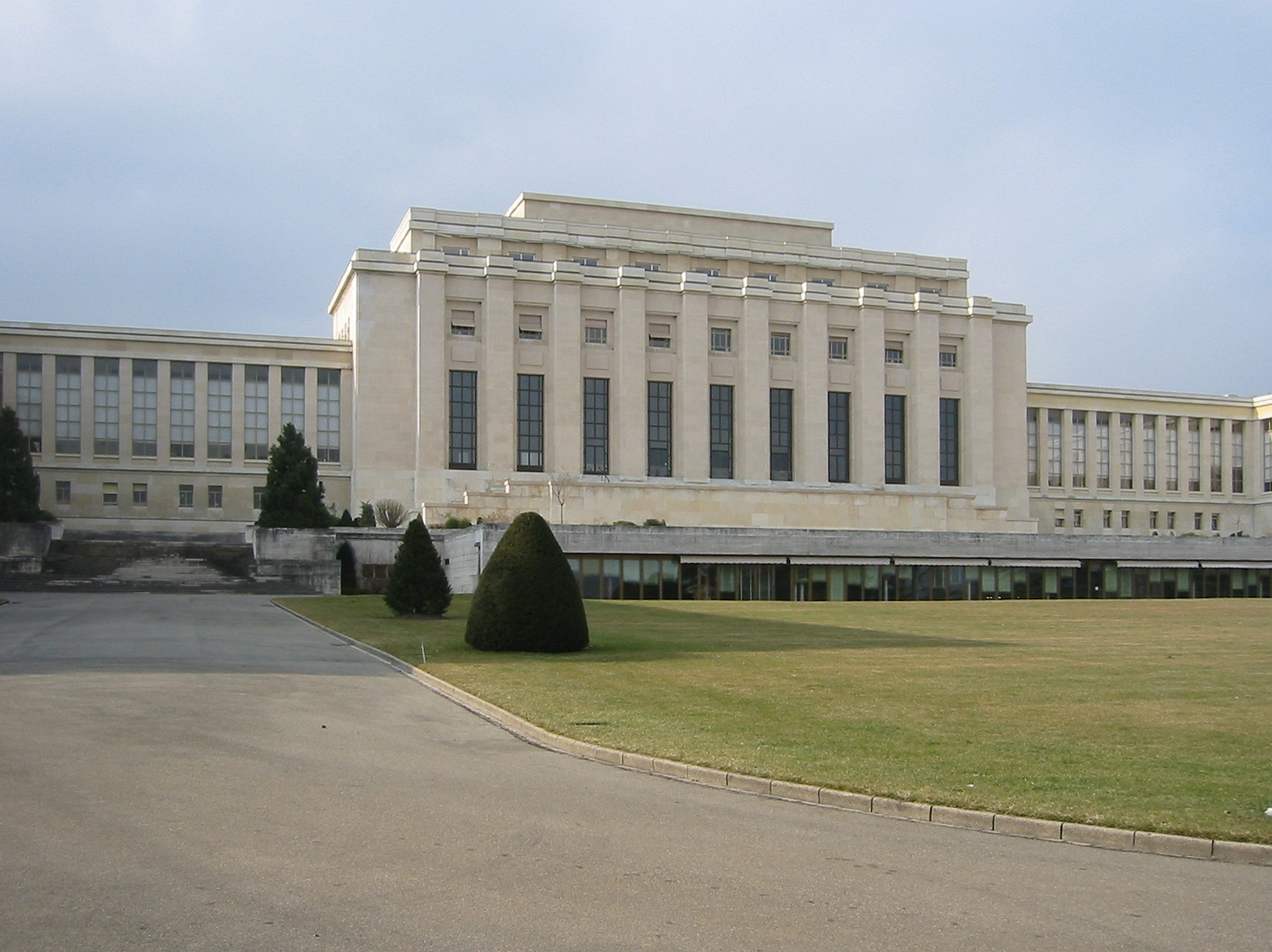
Palais des Nations
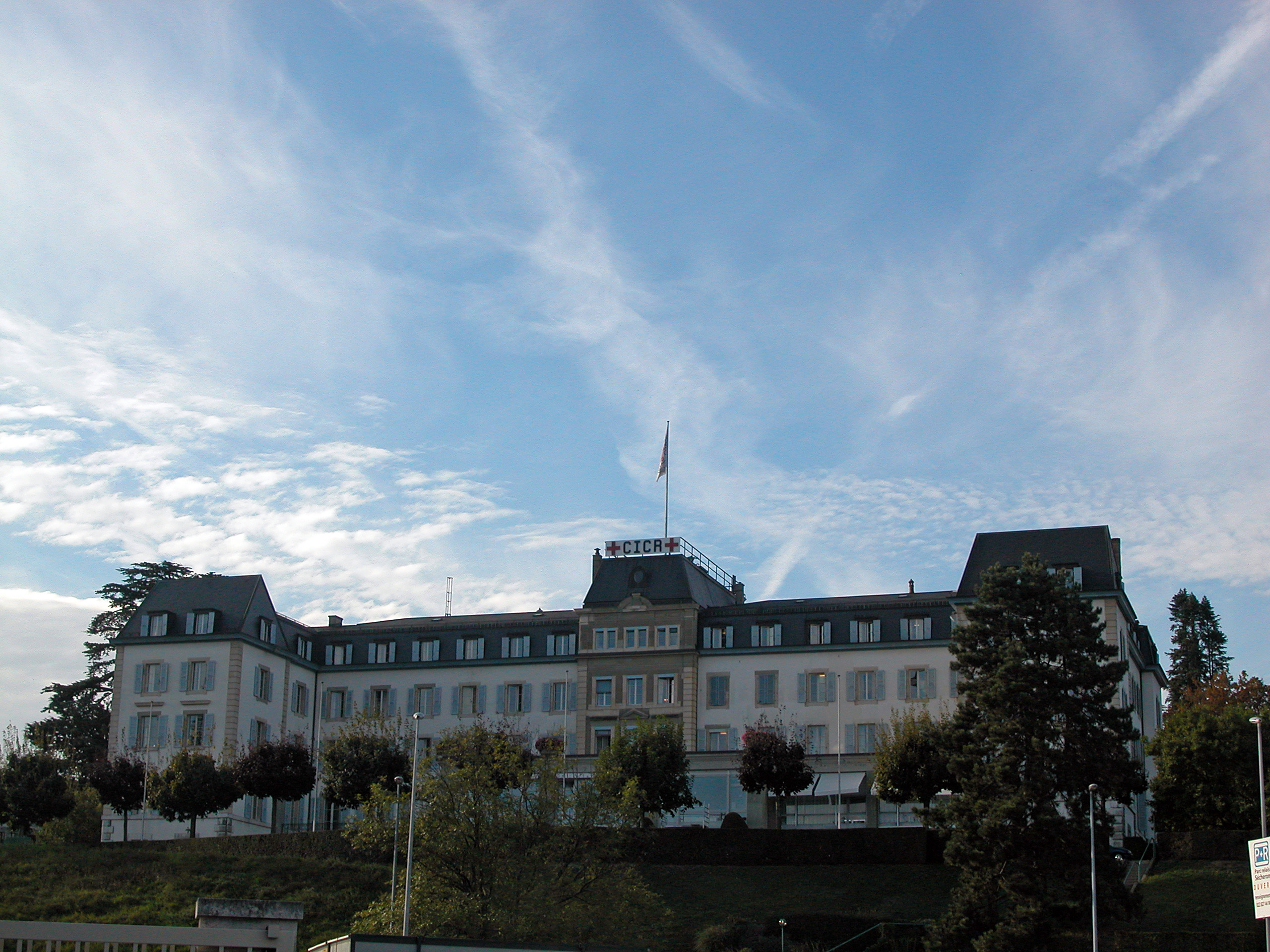
Der Sitz des IKRK
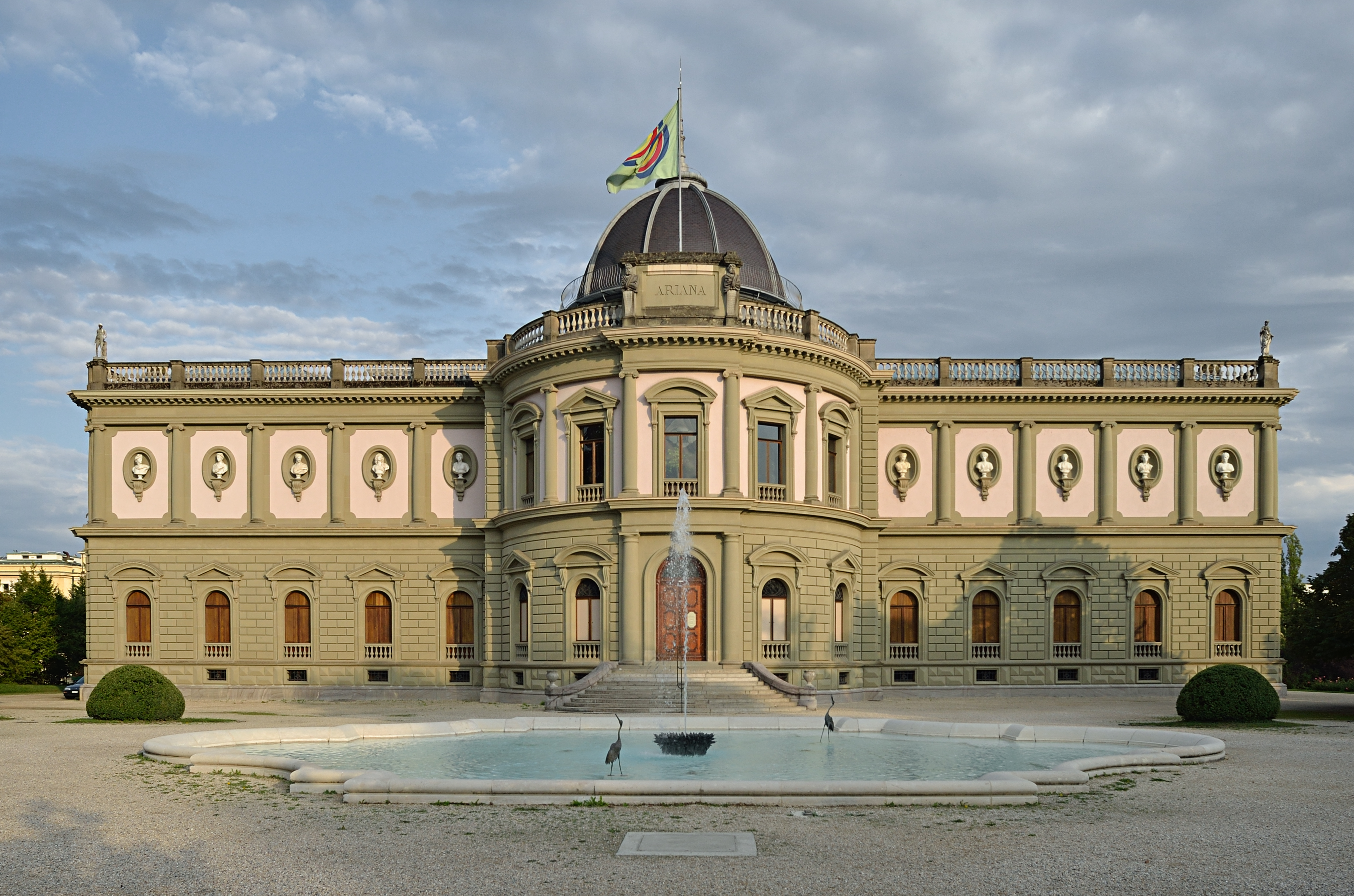
Musée Ariana